# Мліївське лісництво
Млі́ївське лісництво — структурний підрозділ Смілянського лісового господарства Черкаського обласного управління лісового та мисливського господарства.
Офіс знаходиться у c. Мліїв, Городищенський район, Черкаська область.

## Лісовий фонд
Лісництво охоплює ліси Городищенського району на площі 6393,5 га.

## Об'єкти природно-заповідного фонду
У віданні лісництва перебувають об'єкти природно-заповідного фонду:
- лісовий заказник місцевого значення Модрина.